# Turnasuyu, Gülyalı
Turnasuyu là một xã thuộc huyện Gülyalı, tỉnh Ordu, Thổ Nhĩ Kỳ. Dân số thời điểm năm 2010 là 2.24 người.